# Richard Madden
Richard Madden (Elderslie, 18 juni 1986) is een Schots acteur.

## Biografie
Richard Madden groeide op in Elderslie en al op jonge leeftijd verscheen hij op het podium. Rond het jaar 2000 kreeg hij zijn eerste noemenswaardige rollen op televisie en in films. In 2007 speelde hij ook in het stuk Romeo en Julia in het Engelse Globe Theatre. Zijn echte doorbraak volgde pas toen hij werd gecast voor de rol van Robb Stark in de HBO-televisieserie van Game of Thrones. Voor die rol werd hij voor verscheidene prijzen genomineerd.
In 2016 speelde hij de hoofdrol in de Italiaanse serie The Medicis aan de zijde van onder meer Dustin Hoffman.
In 2018 was hij te zien in de show van BBC One Bodyguard samen met Keeley Hawes.

## Filmografie
- Eternals (2021) - Ikaris
- 1917 (2020) - Luitenant Joseph Blake
- Rocketman (2019) - John Reid
- Bodyguard (2018) - David Budd
- Ibiza (2018) - Leo West
- Philip K. Dick's Electric Dreams (2017) - Agent Ross
- Medici (2016) - Cosimo de' Medici
- Bastille Day (2016) - Michael Mason
- Cinderella (2015) - Prince Charming
- Birdsong (2012) - Kapitein Weir
- Sirens (2011) - Ashley
- Game of Thrones (2011-2013) - Robb Stark
- Worried About the Boy (2010) - Kirk Brandon
- Chatroom (2010) - Ripley
- Hope Springs (2009) - Dean McKenzie
- Complicity (2000) - Jonge Adam
- Barmy Aunt Boomerang (1999-2000) - Sebastian Simpkins

- Bibliothèque nationale de France: cb16950328s (data)
- Gemeinsame Normdatei: 1064996221
- International Standard Name Identifier: 0000 0004 0177 5107
- Library of Congress Control Number: no2013019803
- Nationale Bibliotheek van Tsjechië: xx0200788
- Nationale Bibliotheek van Israël: 987007350357105171
- Nederlandse Thesaurus van Auteursnamen: 397240937
- Système universitaire de documentation: 189427566
- Virtual International Authority File: 296429436
- WorldCat: E39PBJwMJ8XHH6qfmKDPbCT4MP